# ملعب فونتي نوفا
ملعب فونتي نوفا Estádio Fonte Nova المعروف أيضًا باسم ملعب أوكتافيو مانجابيرا، هو ملعب كرة القدم تم افتتاحه في 28 يناير 1951 في سلفادور، باهيا في البرازيل بسعة قصوى تصل إلى 66,080 شخصًا. كان الملعب مملوكًا لحكومة باهيا، وهو الملعب الرئيسي لكل من نادي باهيا ونادي فيتوريا. تكريماً لأوكتافيو كافالكانتي مانجابيرا تم تسمية الملعب بإسمه، وهو مهندس مدني وصحفي وحاكم ولاية باهيا السابق من عام 1947 إلى عام 1954.
أعلنت حكومة باهيا عن هدم ملعب فونتي نوفا بعد انهيار جزء من المدرجات العلوية في عام 2007، مما أسفر عن مقتل 7 أشخاص وإصابة عدد آخرين، ثم بناء ملعب جديد (إيتايبافا أرينا فونتي نوفا) في نفس المكان.
تم تسمية الملعب باسم فونتي نوفا؛ لأنه كان يقع في منحدر فونتس داس بيدراس.

## التاريخ
انتهى بناء الاستاد في عام 1951. أعيد تشغيل الملعب في 4 مارس 1971، بعد تجديد كبير تضمن إضافة شرفة مقاعد طابق ثاني، مما أدى إلى زيادة السعة القصوى للملعب من 35,000 إلى 110,000. لُعبت مباراتين في يوم الافتتاح: باهيا ضد فلامينغو، وفيتوريا ضد غريميو. حدث شغب كبير في ذلك اليوم ونتج عنه وفاة شخصين. أقيمت المباراة الافتتاحية في 28 يناير 1951 بين غواراني وبوتافوغو، وكلاهما من فرق ولاية باهيا المحلية، وانتهت بنتيجة 2-1 وسجل الهدف الأول في الملعب الجديد غوارانيز نيلسون.
يبلغ سجل حضور الملعب 110,438، و تم تسجيله في 12 فبراير 1989 عندما فاز نادي باهيا على نادي فلومينينسي 2-1.
في 25 نوفمبر 2007، عندما انتهت مباراة الدوري البرازيلي الدرجة الثالثة بين نادي باهيا ونادي فيلا نوفا كان بحضور أكثر من 60 ألف مشجع، انهار قسم من أعلى المدرجات في الملعب عند إحتفال أنصار نادي باهيا بترقية النادي إلى الدوري البرازيلي الدرجة الثانية ، حيث  قتل سبعة أشخاص وجرح أربعين آخرين. أمر جاك واجنر، حاكم ولاية باهيا، بإغلاق الاستاد لأن أسباب الحادث قيد التحقيق من قبل السلطات، وقال أيضًا في 26 نوفمبر 2007 أنه قد يتم هدم الملعب إذا تم اختراق الهيكل للملعب. في 27 تشرين الثاني 2007، أعلن حاكم باهيا أنه سيتم هدم ملعب فونتي نوفا وبناء ملعب جديد مكانه. وفي 28 سبتمبر 2008 أعلن أيضاً أنه بدلاً من هدمه، سيتم إصلاح الملعب ليصبح ساحة متعددة الاستخدامات بسعة قصوى تصل إلى 60 ألف شخص.
بدأ هدم ملعب أوكتافيو مانجابيرا في يونيو 2010 وكان من المتوقع الانتهاء منه بحلول 29 أغسطس 2010 حيث تم هدم الطابق العلوي باستخدام المتفجرات. بعد الانهيار الداخلي، تم ترك جزء من الطابق العلوي قائمًا، والذي تم تفكيكه يدويًا حتى شهر أكتوبر. بعد ذلك تم بناء ملعب باهيا آرينا كمكان لدورة الألعاب الأولمبية الصيفية لعام 2016 لبطولات كرة القدم. أثناء بناء الملعب، لعب نادي باهيا في ملعب بيتواسو.

## معرض صور

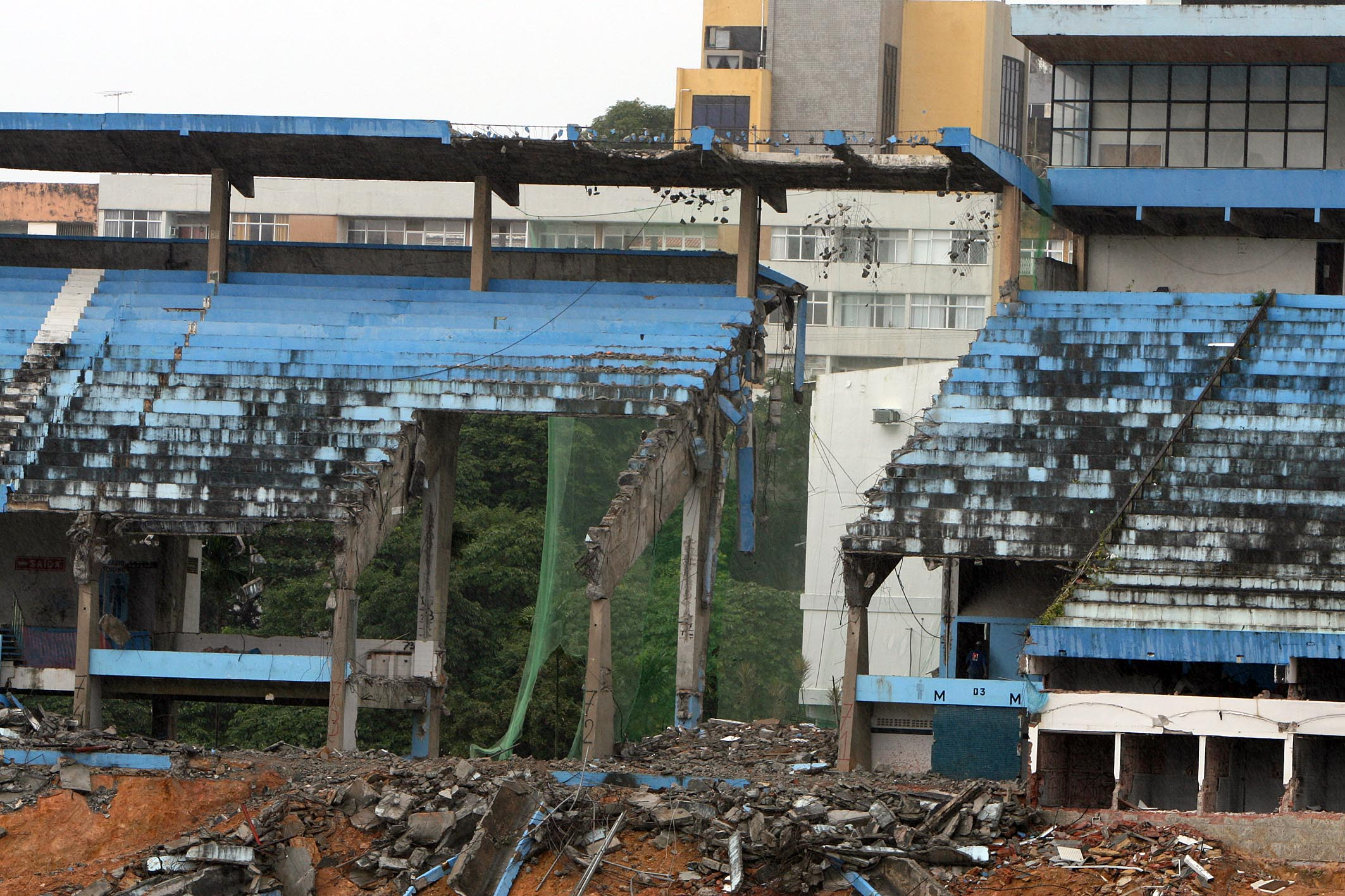
هدم الملعب عام 2010
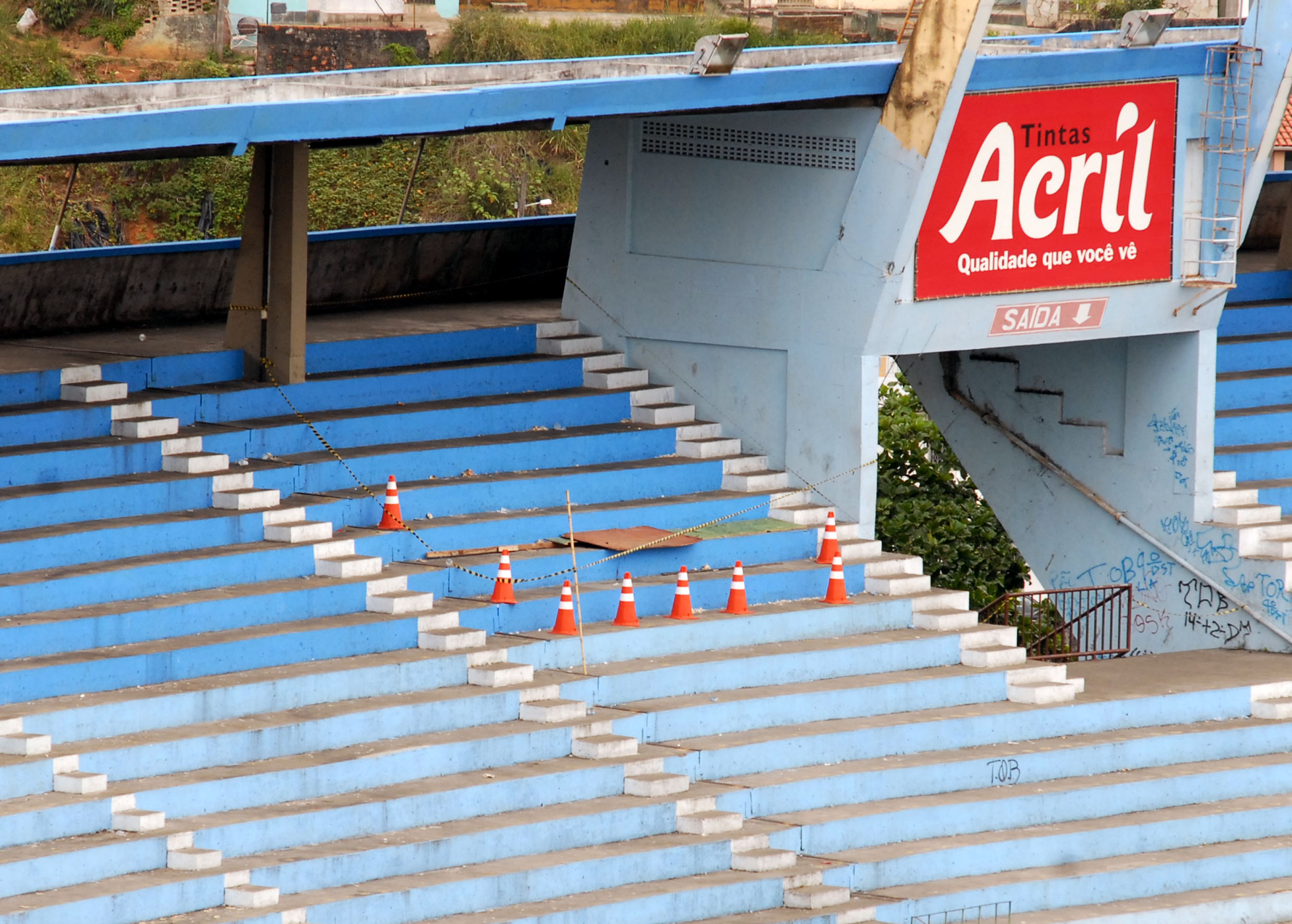
المدرج بعد الانهيار
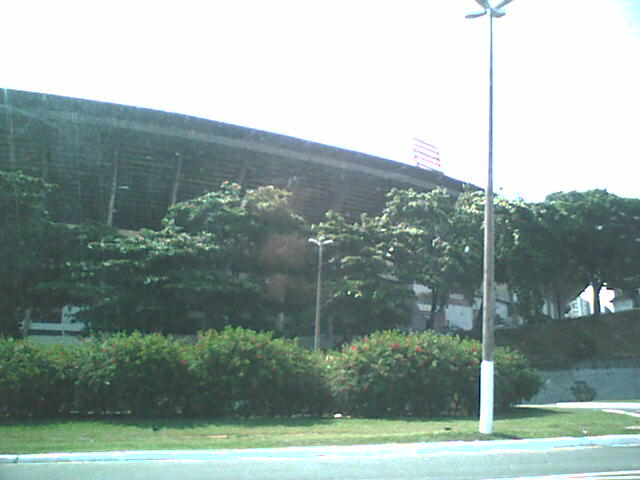
منظر خارجي للملعب

## الروابط الخارجية
- استاد فونتي نوفا في الملاعب العالمية.
- تاريخ وصور ملعب فونتي نوفا.